# Luis Bolaños
Luis Bolaños, né le 27 mars 1985 à Quito, est un footballeur international équatorien. Il est attaquant à Chivas USA, en prêt du CD Olmedo.

## Carrière
- 2004 :  LDU Quito
- jan. 2005-déc. 2006 :  CSyD Macará
- jan. 2007-jan. 2009 :  LDU Quito
- jan. 2009-2009 :  Santos FC
- 2009-2012 :  SC Internacional
  - jan. 2010-déc. 2010 :  Barcelona Guayaquil (prêt)
  - déc. 2010-2012 :  LDU Quito (prêt)
- depuis 2012 :  Atlas

## Sélections
- 10 sélections et 0 but avec l' Équateur depuis 2007.

## Anecdote
Le 26 février 2011, il est victime d'une tentative de vol dans un supermarché de Quito et reçoit deux balles dans le bas ventre.